# Big Bend Nemzeti Park

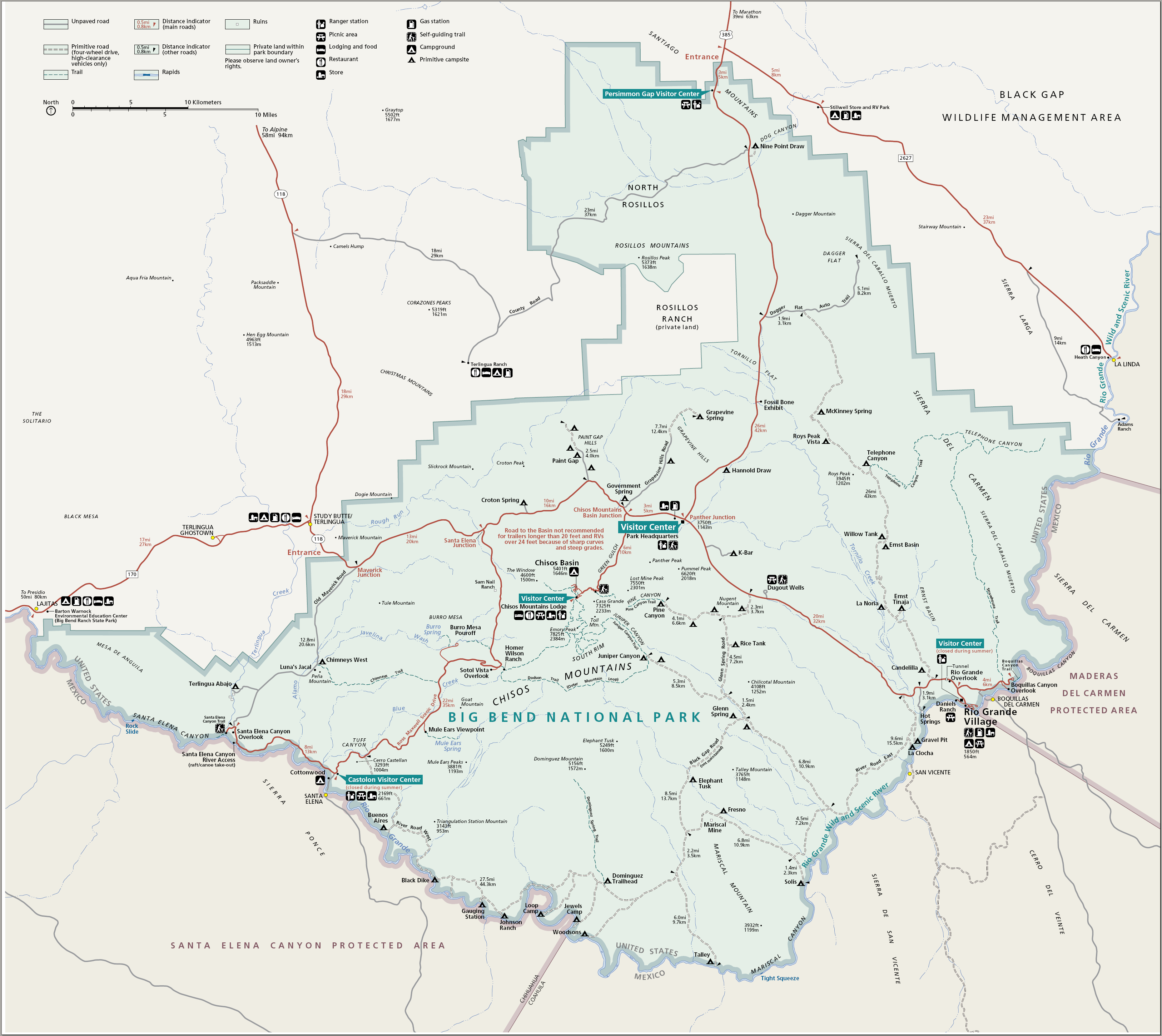
A Big Bend Nemzeti Park térképen

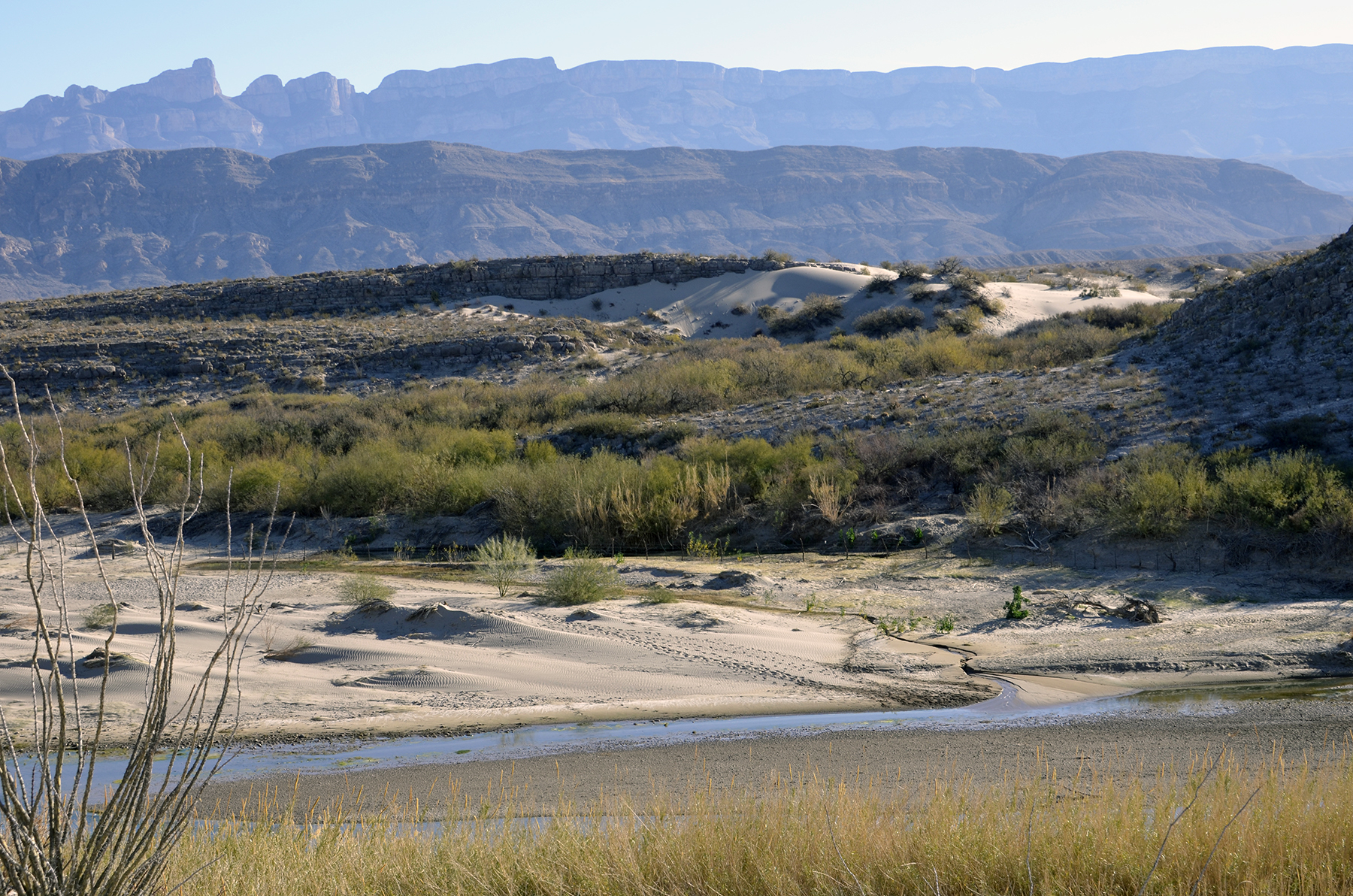
A Big Bend Nemzeti Park látképe a Rio Grande folyóval

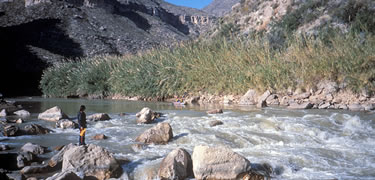
A Rio Grande folyó részlete

A Big Bend Nemzeti Park Amerikában, Nyugat-Texasban található nemzeti park Mexikó határán.
Az országos jelentőségű park az Egyesült Államok legnagyobb védett területe a Chihuahuan-sivatag területén, melyet a Rio Grande egyik nagy kanyarulatáról neveztek el. A parkban több mint 1200 növényfaj, több mint 450 madárfaj, 56 hüllőfaj és 75 emlősfaj él. 
A terület gazdag kulturális történelemmel rendelkezik, a közel 10 000 éves múltra visszatekintő régészeti lelőhelyektől kezdve napjainkig. A parkban található a Chisos-hegység, az egyetlen hegység az Egyesült Államokban, amely teljes egészében egy nemzeti park határain belül helyezkedik el. A park geológiai jellemzői közé tartoznak a tengeri kövületek és a dinoszauruszcsontok, valamint a vulkáni tevékenység nyomai.
A park területe 801 163 hektár (3242,2 km²). Több mint 1600 km-en a Rio Grande / Río Bravo képezi a határt Mexikó és az Egyesült Államok között, a Big Bend Nemzeti Park pedig kb. 190 km e határ mentén.
A Rio Grande nemzetközi határként szolgál, a Guadalupe Hidalgói szerződés értelmében a park területe csak a Rio Grande legmélyebb meder-közepéig terjed, ahol a folyó 1848-ban folyt. A csatorna többi része és a tőle délre fekvő földterület Mexikó területén fekszik. A parkot a mexikói Cañón de Santa Elena és Maderas del Carmen védett területei határolják.
A nemzeti park 2017 óta a világörökség javaslati listáján szerepel.

## Leírása
A Köppen éghajlati osztályozási rendszere szerint a Big Bend Nemzeti Park forró, félszáraz éghajlattal (Bsh) rendelkezik.
A park éghajlata drámai ellentéteket mutat, éghajlatára jellemezhetőek a szélsőségek. A száraz és forró késő tavaszi és nyári napok az alacsonyabban fekvő helyeken gyakran meghaladják a 38 °C. fokot. A tél általában enyhe, de néha fagypont alatti hőmérséklet is előfordul. A folyó menti 1800 lábtól (550 m) a Chisos-hegységben a 7887 láb (2685 m) magasságba emelkedő Emory-csúcsig terjedő magasságkülönbségek miatt a park területén a páratartalom és a hőmérséklet változatossága hozzájárul a növények és állatok élőhelyeinek kivételes sokféleségéhez. A parkban néhány faj, például a Chisos tölgy (Quercus graciliformis), az Egyesült Államokban sehol máshol nem találhatók meg.
A park déli határát képező 190 km hosszúságú folyón található a látványos Santa Elena, Mariscal és Boquillas kanyonok. A Chihuahuan-sivatag e részén kanyargó Rio Grande három, elsősorban mészkő felemelkedéseken keresztül majdnem függőleges falú mély kanyonokat vágott át. A nyílt sivatagi területeken a rendkívül termékeny Rio Grande parti övezet számos növény- és állatfajt, valamint jelentős kulturális erőforrásokat tartalmaz. A vegetatív öv a patakok mentén benyúlik a sivatagba. A park biológiai sokféleségének jelentős részét a növények és állatok elszigetelt populációi képviselik.
A határtól délre Chihuahua és Coahuila mexikói államok fekszenek, valamint a növény- és állatvilág újonnan védelem alá vont területei, amelyek Maderas del Carmen és Cañón de Santa Elena néven ismert régiók.

## Története
A korai történelmi időszakban (1535 előtt) a területen több indián csoportot is feljegyeztek, melyek a Big Bendet lakták. A chisos indiánok lazán szervezett nomád vadász és gyűjtögető csoportokban éltek, akik valószínűleg szezonálisan korlátozott mezőgazdasággal is foglalkoztak. A chisos indiánok származása nem ismert. Nyelvileg kapcsolatban álltak Észak-Csivava és Coahuila északnyugati részén élő conchos indiánokkal. Nyelvi csoportjuk az uto-aztékok változatát beszélte, amely nyelv beszélőinek csoportjai Mexikó közepétől az Egyesült Államok Nagy-medencéjéig terjedtek.
A Jumano nomád csoport volt, amely Nyugat-Texasban és Új-Mexikó délkeleti részén nomadizált és kereskedett, de egyes történelmi feljegyzések szerint a chisos indiánok ellenségei voltak. 

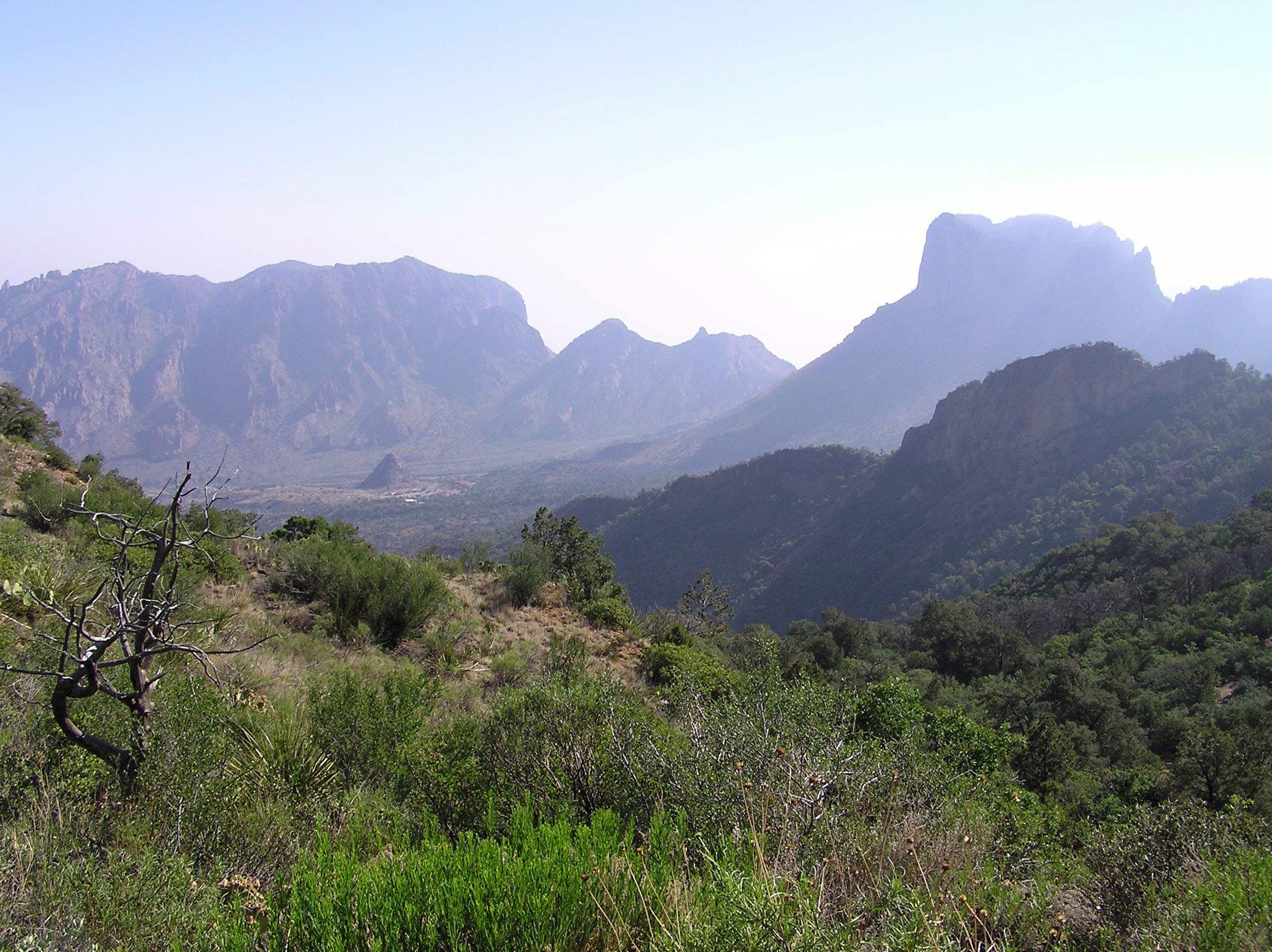
A Big Bend Nemzeti Park látképe, háttérben a Chisos-hegységgel

A 18. század eleje körül a Mescalero apacsok kezdtek el betörni a Big Bend régióba, és kitelepítették a chisos indiánokat. A Big Bend területén élő utolsó indián csoportok egyike a Comanches volt, akik a Comanche Trail mentén haladva vonultak át a park területén, miközben rendszeresen be-be törtek a mexikói belső területekre is. Ezen rajtaütések a 19. század közepéig folytatódtak.
A régió őshonos népeinek nagy katonai vezetői közül az utolsó egy Alzate nevű spanyol származású apacs volt, aki még az 1860-as évek végén is aktív volt.
Az európaiak megjelenése Észak-Amerika ezen részén 1535 körülre, az első spanyol felfedezések idejére tehető. Álvar Núñez Cabeza de Vaca expedíciója haladt el a Big Bend közelében, melyet  később további expedíciók követtek. Ezen expedíciók egy része aranyat és ezüstöt, vagy mezőgazdasági területet keresett. Mások, mint például a ferences misszionáriusok, olyan központokat akartak létrehozni, amelyekben az őslakosokat evangelizálni lehet. Új-Spanyolország északi határának megvédésére tett kísérletként, amelyből a mai Mexikó alakult ki, a Rio Grande mentén a 18. század végén erődök (presidiók) sora jött létre. A Presidio de San Vicente a mai San Vicente, Coahuila közelében, a Presidio de San Carlos pedig a mai Chihuahua Manuel Benavides közelében épült. Néhány területet azonban hamarosan felhagytak főképp pénzügyi nehézségek miatt, valamint azért mert nem tudták hatékonyan megállítani az indiánok behatolásait Mexikóba. Ezen területek katonái és telepesei olyan újabb területekre költöztek, ahol a Spanyol Birodalom érdekei védhetőbbek voltak. Ilyen volt a Santa Rosa Maria del Sacramento, a jelenlegi Muzquiz, Coahuila.
Nagyon kevés tanulmány készült a Big Bend spanyol megszállásáról a terület elhagyása utáni időkből. 1805-ben az Altares nevű spanyol település 48 km-re délre volt Rio Grandétól. A régió Mexikó részévé vált, amikor 1821-ben elnyerte függetlenségét Spanyolországtól. Amikor a 19. század második felében, Texas elszakadását követően angol nyelvű telepesek kezdtek megérkezni e területekre, a környéken mexikói családok éltek.
Az 1848-as mexikói – amerikai háború végét követően az Egyesült Államok hadserege katonai felméréseket végzett a Big Bend feltáratlan földterületeiről. Erődöket és előőrsöket alakítottak ki Texas-szerte a Trans-Pecos szigeten, hogy megvédjék a vándorló telepeseket az indiai támadásoktól. Az 1800-as évek végén a katonák jelentős része afroamerikai volt, és "bivalykatonáknak" hívták őket, ezt a nevet nyilván az őslakos amerikaiak adták nekik.
Henry Flipper hadnagy, az első afrikai származású amerikai volt, aki a West Pointban végzett, a texasi Shafterben szolgált a 19. század vége közelében. (Shafter, akit William R. Shafter tábornokról neveztek el, a Big Bendtől nyugatra fekszik az Presidiótól Marfáig vezető autópálya mentén.) A gazdák 1880 körül kezdtek letelepedni a Big Bendben, és 1900-ra a legtöbb terület a juh-, kecske- és szarvasmarha-gazdaságok foglalták el. 

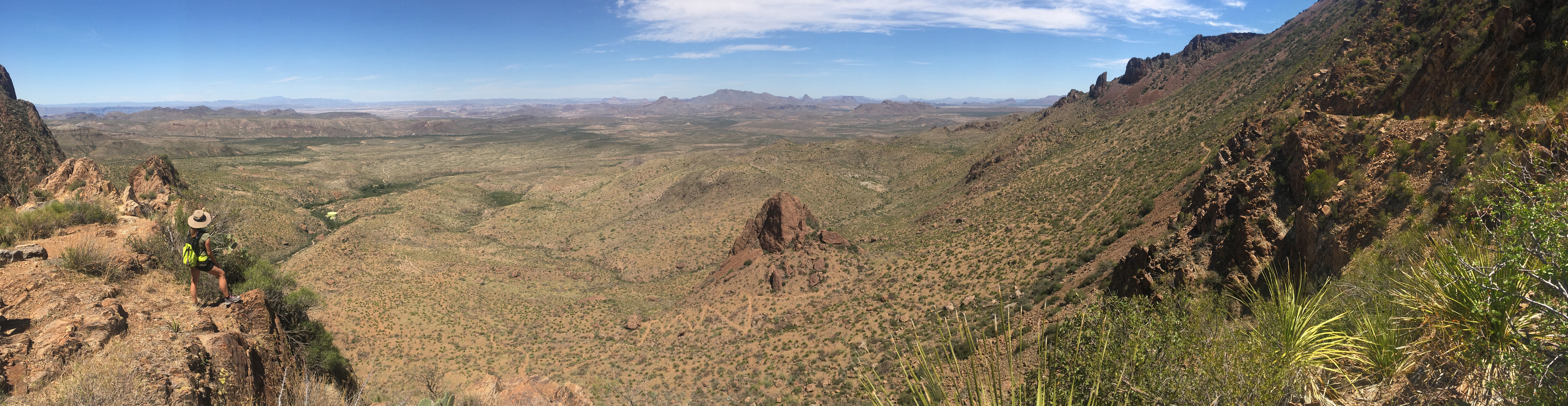
A Nemzeti Park látképe

A 19. század végén és a 20. század elején a környéken értékes ásványi lelőhelyeket fedeztek fel, és olyan telepeseket hívtak a területre, akik a bányákban dolgoztak, vagy gazdálkodással, vagy a bányák és kohók részére szükséges favágással támogatták a bányákat. A bányák körül közösségek keletkeztek. Boquillas és Terlingua egyaránt bányászattal foglalkozók települése volt. Ebben az időszakban a Rio Grande árterét a gazdák telepítették be. A olyan nevekkel alakultak itt települések, mint Terlingua Abajo, San Vicente, La Coyota és Castolon. Gyakran csak családok csoportjai éltek és gazdálkodtak ugyanazon a területen, és csak annyiban voltak sikeresek, hogy a föld támogatni tudta megélhetésüket.
1916 májusában a Glenn Springs elleni razziára irányult a nemzeti figyelem, ami arra ösztönözte Wilson elnököt, hogy kiadja a texasi nemzeti gárda mozgósítását a határ menti szövetségi erők támogatására. 1916-ban állandó lovastábort hoztak létre Glenn Springsnél, mely 1920-ig fennmaradt, amikor is a határhelyzet javult.

## A nemzeti park létrehozása
Az 1930-as években érlelődött meg az elhatározás, hogy ezt az egyedülálló kontrasztú és szépségű területet érdemes lenne megőrizni a jövő generációi számára. 1933-ban a texasi törvényhozás törvényt hozott a Texas Canyons State Park létesítésére, majd még ebben az évben Big Bend State Park néven létre is hozták a parkot. 1935-ben az Egyesült Államok Kongresszusa olyan jogszabályt fogadott el, amely lehetővé tette a föld megszerzését egy nemzeti park számára. Texas állam a megszerzett földet a szövetségi kormány rendelkezésére bocsátotta, és 1944. június 12-én a Big Bend Nemzeti Park valósággá vált. A park 1944. július 1-jén nyílt meg a látogatók előtt.

## Geológia
A parkban a legrégebben regisztrált tektonikai aktivitás a proterozoikus eseményekhez köthető (több mint 550 Mya).
A parkban a legújabb tektonikai aktivitás a medence és a tartomány a Neogéntől a Kvaternerig terjed. Ez a kelet-nyugati kiterjesztés időszaka Estufa és Dehalo bolsonokat eredményezett a Chisos-hegységben, valamint a Terlingua és Sierra del Carmen, a Chalk Draw és a Burro Mesa Faults. A Rio Grande nagyjából 2 millió évvel ezelőtt lépett be a Big Bend térségébe, és azóta kiterjedt erózió és csökkenés történt.

## A terület élővilága
A Big Bend zord sivatagi környezete ellenére több mint 1200 növényfajjal, köztük 60 kaktuszfajjal, valamint több mint 600 gerinces faj és mintegy 3600 rovarfaj található itt. Az élet sokfélesége nagyrészt az ökológia sokféleségének és a száraz, forró sivatagnak, a hűvös hegyek és a termékeny folyóvölgy közötti magasságváltozásoknak köszönhető.

### Növényvilága

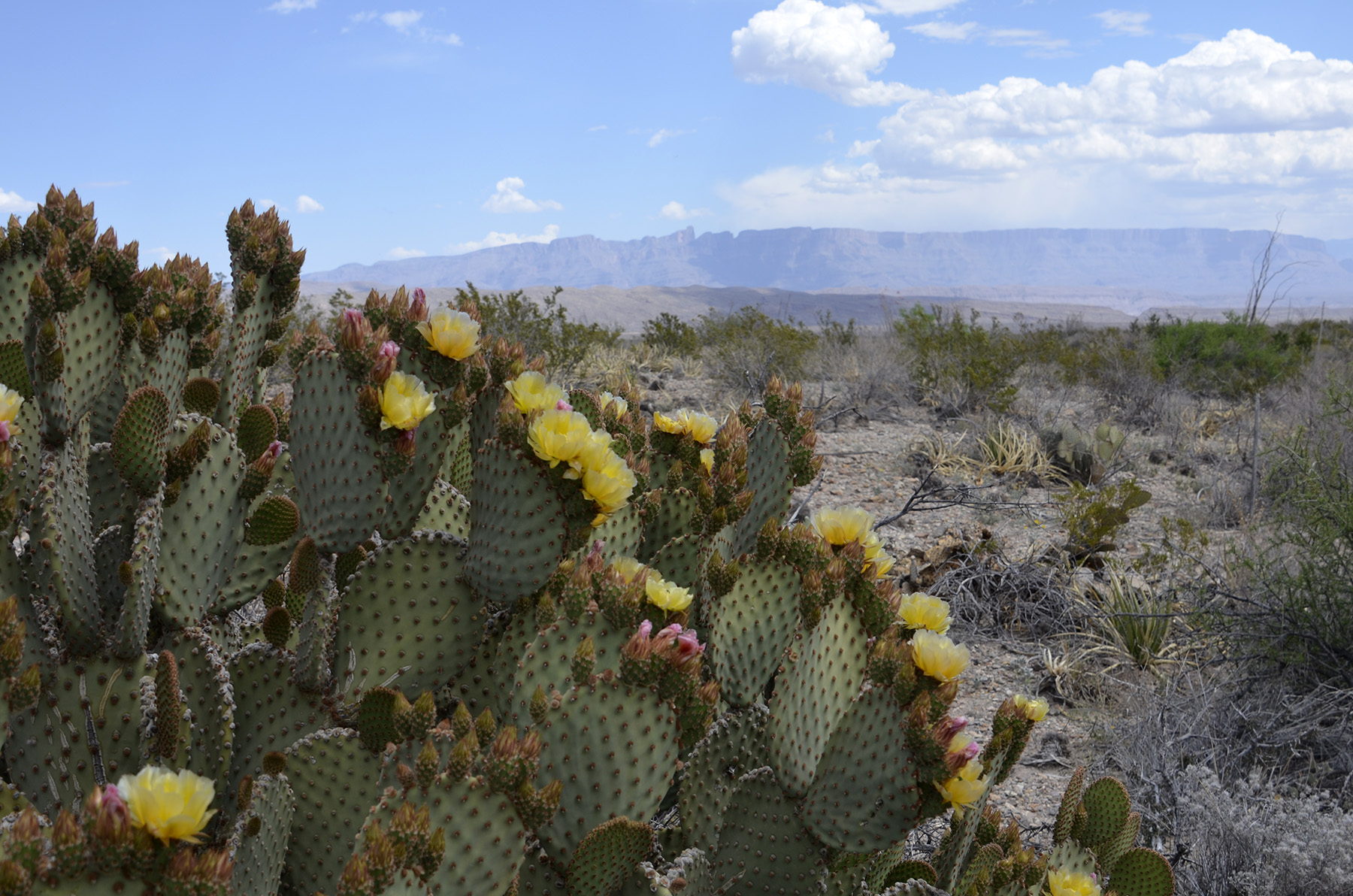
Kaktuszvirágzás a nemzeti parkban

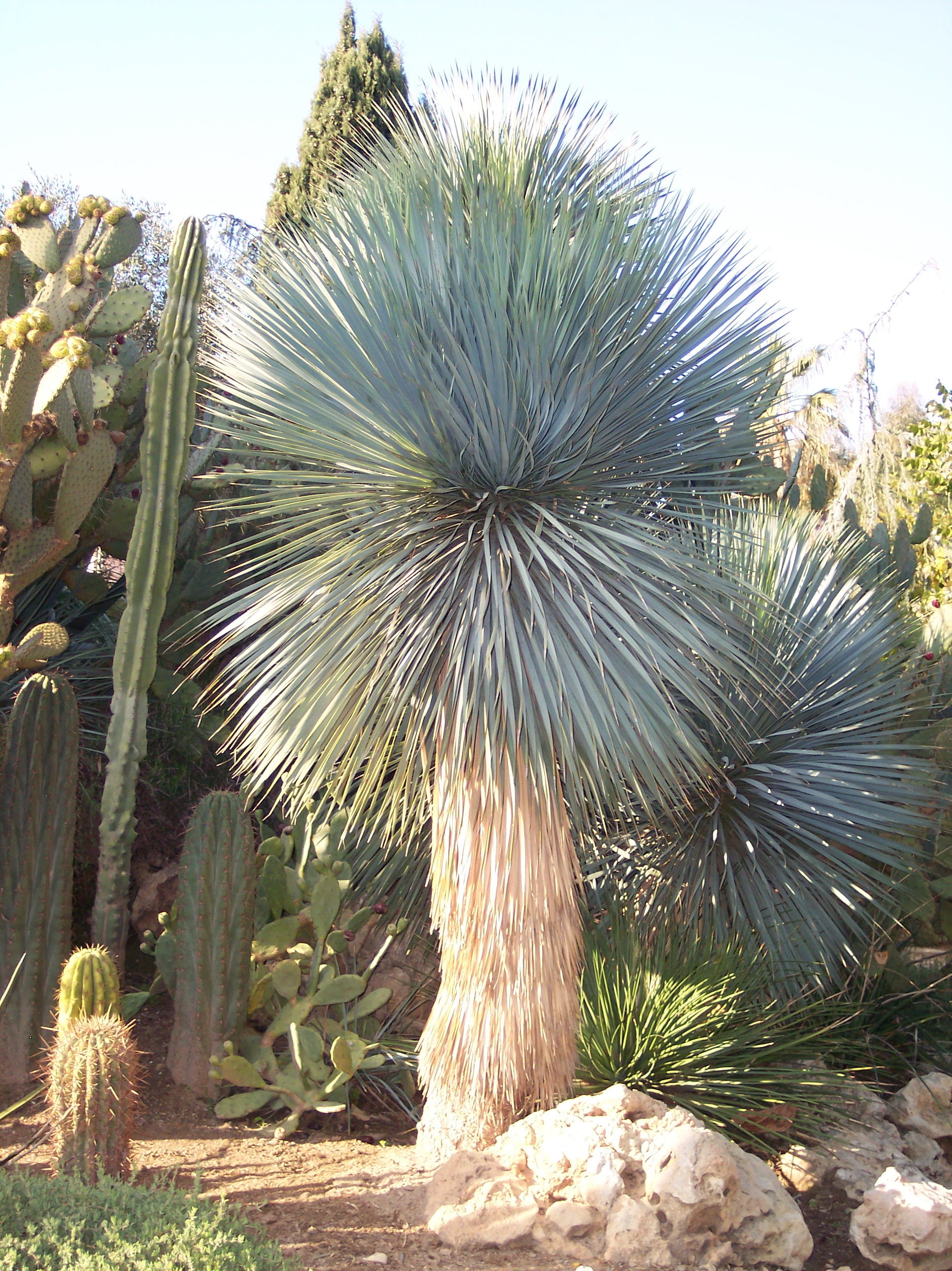
Yucca rostrata

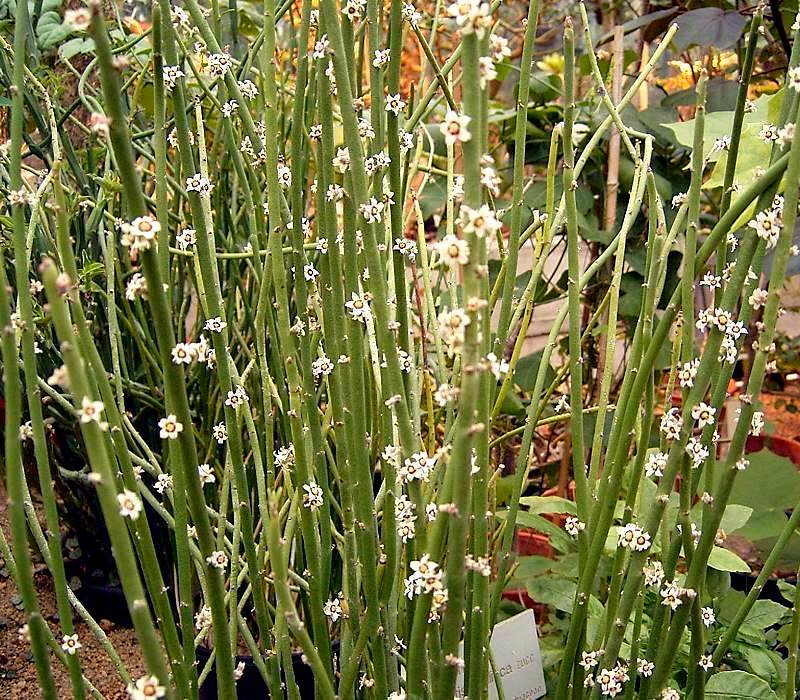
Kandelilla (Euphorbia antisyphilitica)

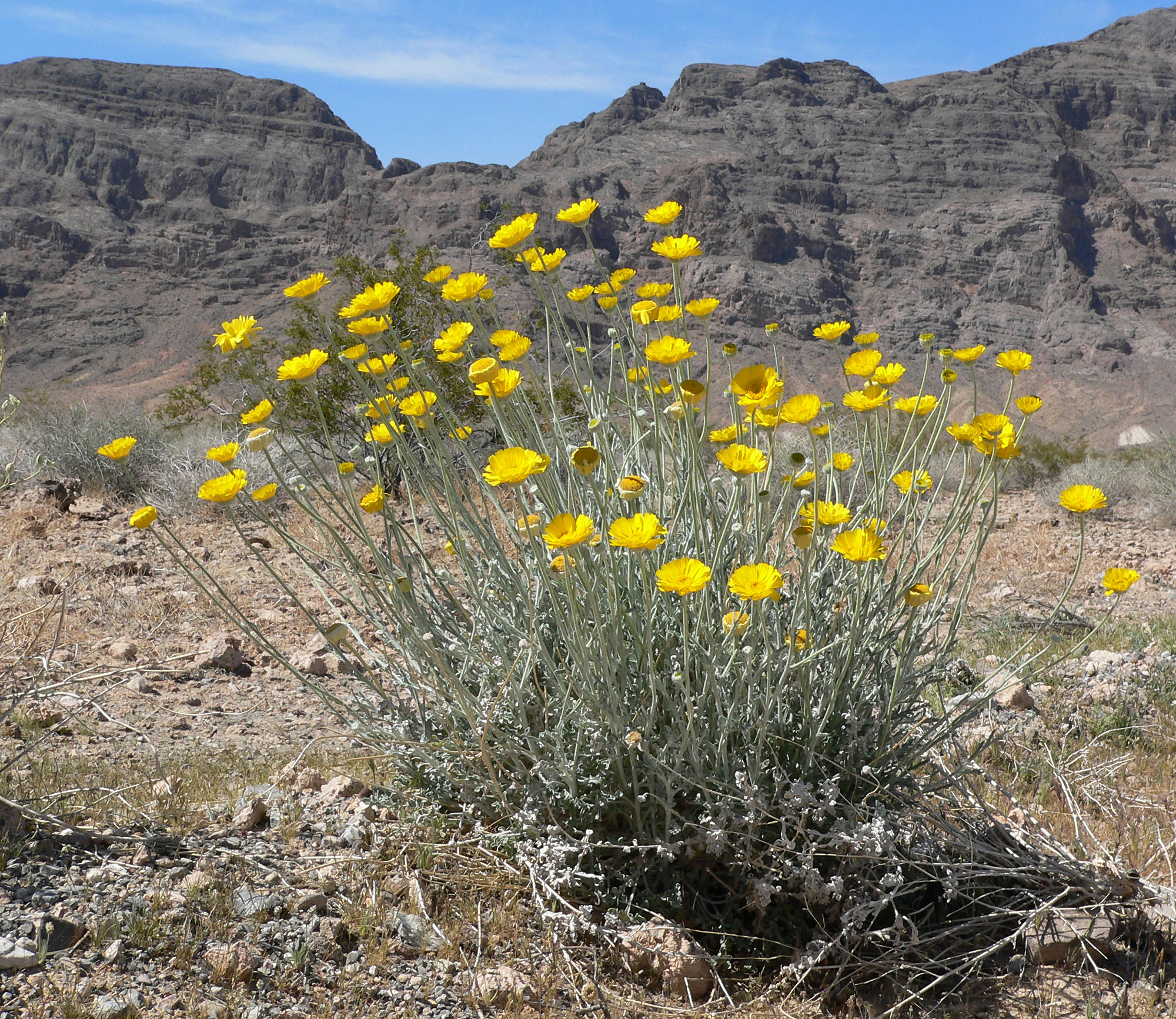
Sivatagi-körömvirág (Baileya multiradiata)

A park területének növényzetében főként sivatagi cserjés, szilikát-sziklagyep, mészkő-sziklagyep, vizes élőhelyek társulásai, hegyvidéki erdő, csupasz talajfelületi társulás az uralkodó. A régiót kaktuszfélék, pálmaliliomok (pl. a Yucca rostrata) és más növények sokfélesége színesíti. A parkban található kaktuszok közé tartoznak a fügekaktuszfajok (Opuntia spp.) és a töviskaktuszok (Echinocereus spp.) közé tartozó Echinocereus coccineus és Echinocereus enneacanthus. Tavasszal a vadvirágok teljes pompájukban virítanak, köztük különösen a pálmaliliomok virágai mutatnak élénk színpompát. A Big Bendben elterjedtek a csillagfürtfajok (Lupinus spp.), de más virágos növények is, például a Baileya multiradiata (angol desert marigold nevének tükörfordítása: sivatagi-körömvirág; nem a körömvirág nemzetségbe tartozik), a trombitafűz (Chilopsis linearis), az okotijjó (Fouquieria splendens), a csalánszulákfélék (Loasaceae) közé tartozó Eucnide urens és a tőrlevelű agávé (Agave lechuguilla) példányai is bővelkednek a Big Bendben.
A régió szempontjából különös fontossággal bír a gyógyító kutyatej (kandelijja, kandelilla,Euphorbia antisyphilitica). Ezt a kandelillaviasz készítésére használták fel, ez motiválta a viaszkészítő telepeket a Big Bend Nemzeti Park területén, mint például a texasi Glenn Springsben.

### Állatvilága

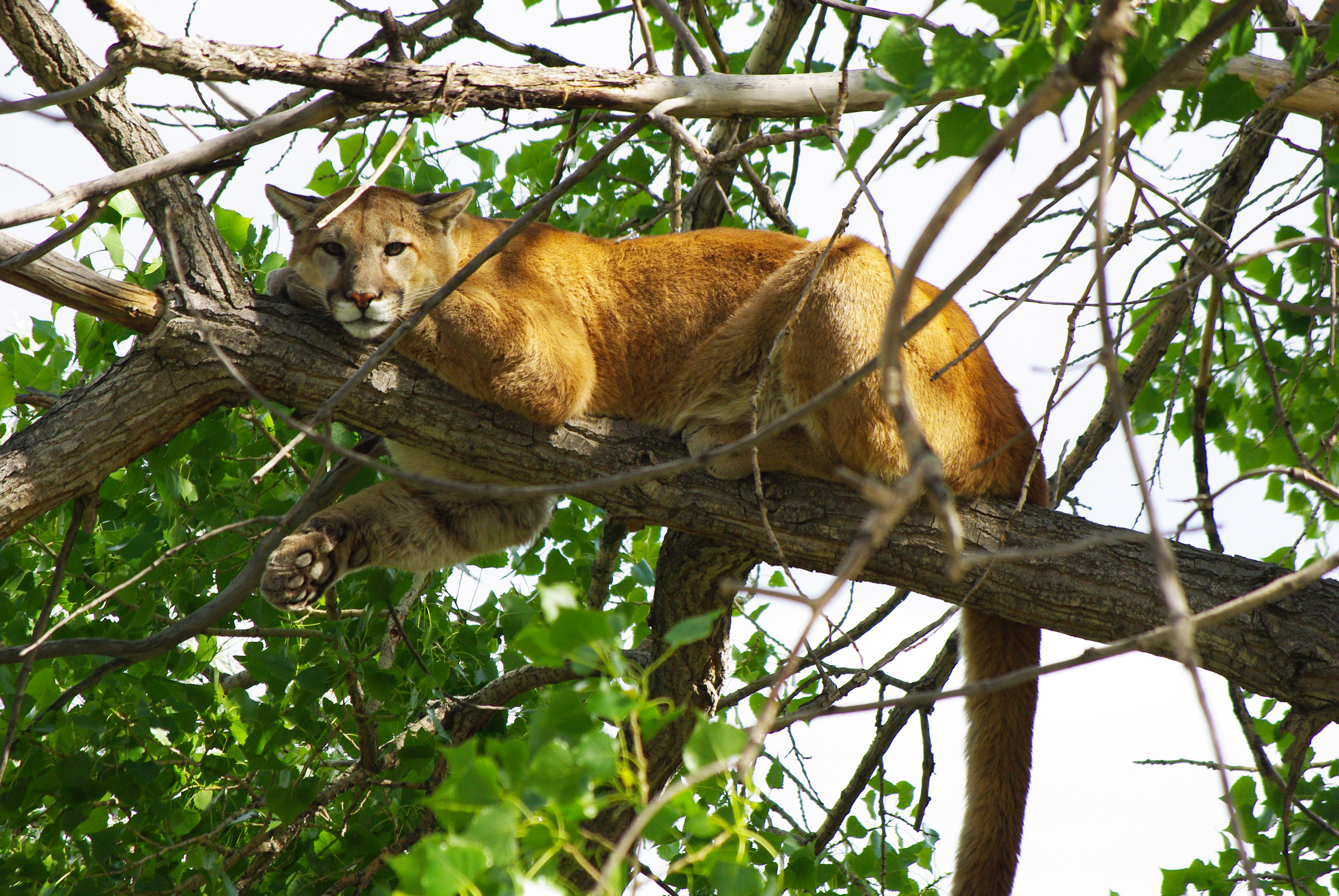
Puma (Puma concolor)

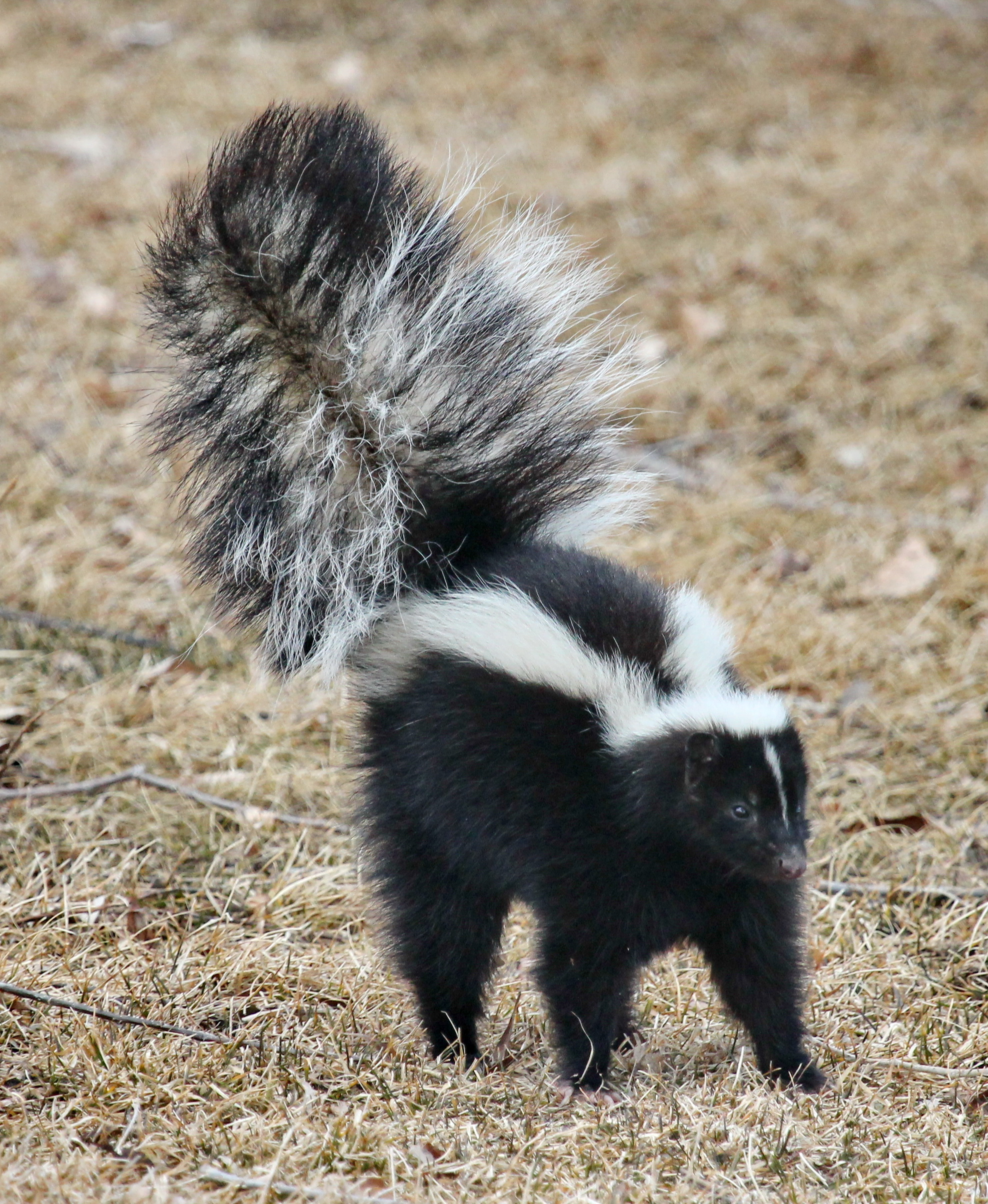
Bűzösborz

Az állatok többsége, különösen a sivatagban nappal nem látható, a park éjjel kel életre, sok állat ekkor keres táplálékot. Körülbelül 150 puma (Puma concolor) észleléséről számolnak be évente, annak ellenére, hogy csak két tucat puma él a parkban. A park területén lakó egyéb fajok közé tartozik a prérifarkas (Canis latrans), a kengurupatkányok (Dipodomys spp.), a kaliforniai földikakukk (Geococcyx californianus), a szirti sas (Aquila chrysaetos), a szürkeróka (Urocyon cinereoargenteus), az örvös pekari (Pecari tajacu) és a kaliforniai szamárnyúl (Lepus californicus). A fekete medve egyik alfaja, az Ursus americanus eremicus szintén jelen van a hegyvidéki területeken.
Texas állam a nyolcvanas évek végén elutasította a mexikói farkasnak (Canis lupus baileyi) a Big Bend Nemzeti Parkba történő újbóli betelepítését. A visszatelepítéssel kapcsolatos nézeteltérés magában foglalta azt a kérdést, hogy a park tartalmaz-e elegendő zsákmányállatot, mint például többek között szarvasokat a farkasállomány fenntartásához.

#### Madárvilága

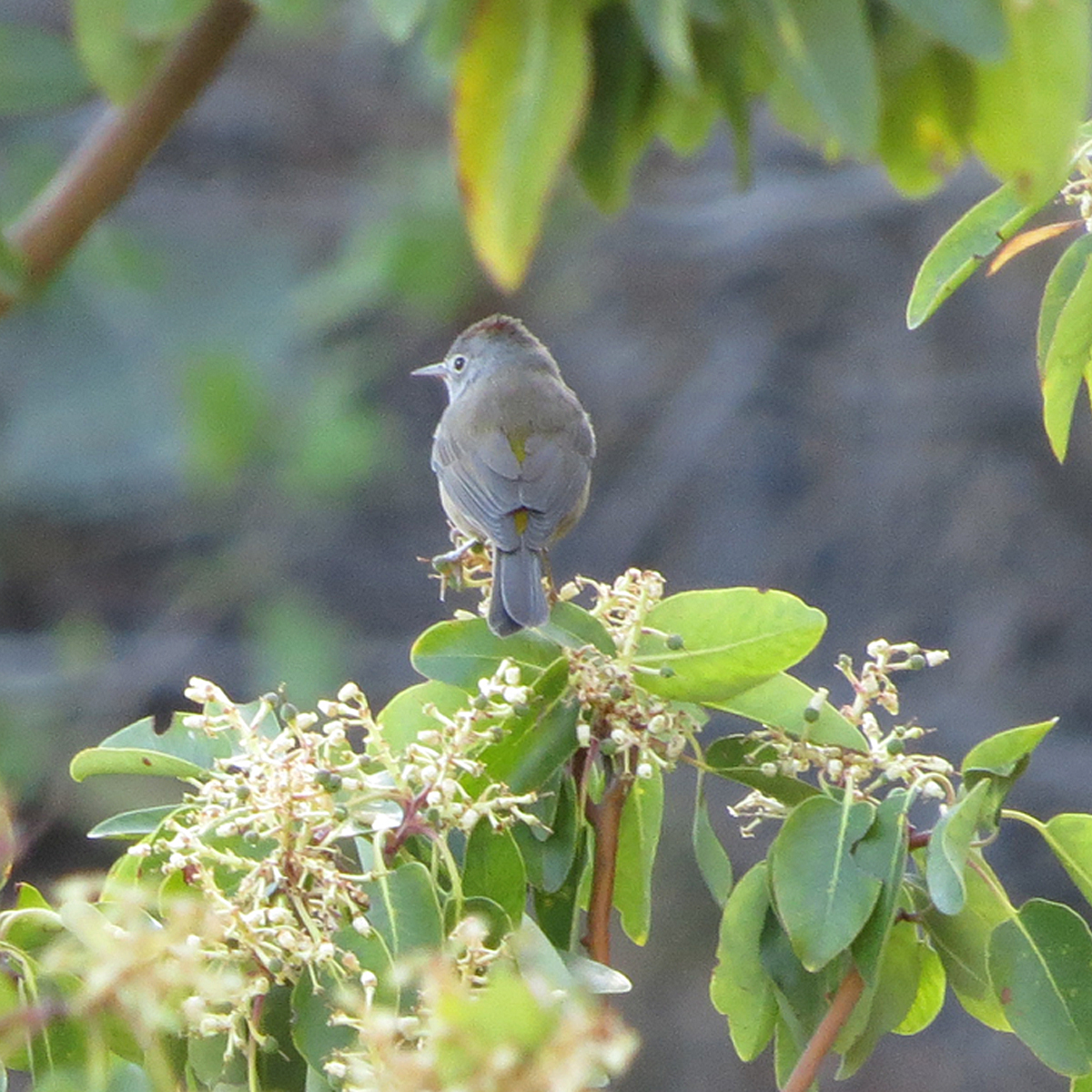
A Leiothlypis crissalis (Colima Warbler)

A Big Bend Nemzeti Parkban több mint 450 madárfajt regisztráltak. Madarak sokasága özönlik a park területére, itt található az Egyesült Államokban az az egyetlen terület is, ahol a Leiothlypis crissalis is megtalálható. A faj április közepétől nyárig érkezik a Chisos-hegységbe a hegyek magas kanyonjaiba és szeptember közepére visszatér Mexikó délnyugati részén lévő telelőhelyeire. A faj földi fészkelő, és a tölgy juhar élőhelyet részesíti előnyben, amely a Boot-kanyonban található, és hasonló magas, hűvös területeken a Laguna-réttől a Boot-kanyonig és a déli peremig. Az északi tincses légykapóféléknek (Mitrephanes phaeocercus), mely egy közép-amerikai faj első amerikai megfigyelése is erről a lelőhelyről származott 1991 novemberében.
Az északi tincses légykapó (Mitrephanes phaeocercus) a YouToubeon: ˙

## Idegenforgalom
A Big Bend az Egyesült Államok egyik legnagyobb, az ország nagy részétől távol eső nemzeti parkja. A 2009 és 2019 közötti 10 éves időszakban évente átlagosan 377 154 látogató belépését regisztrálták a park területére.
A Big Bend elsődleges vonzereje túra- és hátizsákos utak. Különösen figyelemre méltó ezek közül a Kémények ösvénye, amely egy a sivatagban található sziklaalakzat; a Marufo Vega nyomvonal, egy hurokút, amely festői kanyonokon halad át a Rio Grande felé tartó és onnan induló úton; a déli perem ösvénye, amely körbejárja a Chisos magas hegyeit; a Déli perem hurok egyes részeit magába foglaló Külső hegyi hurok ösvény a Chisosban, a Dodson-ösvény mentén ereszkedik le a sivatagba, majd egy 30 mérföldes hurkot teljesítve visszatér a Chisos-medencébe. További figyelemre méltó helyek a Santa Elena kanyon, a Grapevine Hills és az Öszvérfülek, két impozáns sziklatorony a sivatag közepén.
Mivel a parkban több mint 450 madárfajt jegyeztek fel, széles körben népszerű tevékenység itt a madármegfigyelés. Sok faj tart pihenőt a parkban éves vándorlása során.

## Fordítás
- Ez a szócikk részben vagy egészben  a   Big Bend National Park című angol Wikipédia-szócikk ezen változatának fordításán alapul.  Az eredeti cikk szerkesztőit annak laptörténete sorolja fel. Ez a jelzés csupán a megfogalmazás eredetét és a szerzői jogokat jelzi, nem szolgál a cikkben szereplő információk forrásmegjelöléseként.